# Renault 10
El Renault 10 (Renault 10 Major hasta 1967), comercializado en Reino Unido como Renault 1100 (primera fase) y como Renault 1300 (segunda fase), es un sedán del segmento D de motor trasero desarrollado a partir del Renault 8 y producido entre 1965 y 1971 por Renault.

## Historia
En la década de los 60, en Francia se vivía una nueva etapa como sociedad de consumo y Renault, intentando aprovechar esa nueva tendencia, decidió poner en marcha de manera apresurada un nuevo proyecto, conocido dentro de Renault como Proyecto 119, destinado a un sector de la población más exigente y con mayor poder adquisitivo que no estaba cubriendo en ese momento.
Así, en 1965, tan solo un año después de la presentación del Renault 8 Major en el Salón del Automóvil de Ginebra, con la pretensión de sustituirlo, vio la luz el Renault 10 Major (denominación interna: R-1190).

## Primera fase
Con respecto al Renault 8 Major, el Renault 10 mantenía todos los componentes mecánicos y la parte central del monocasco. Las partes frontal y trasera fueron completamente rediseñadas y alargadas 12 y 8 centímetros respectivamente, consiguiendo más capacidad para el maletero pero no para el habitáculo. Tenía unos faros redondos parecidos a los del Renault 8 pero con unos característicos intermitentes triangulares al lado de color naranja y blanco.
En el exterior se añadieron algunos embellecedores, como una delgada moldura que recorría todo el lateral y otra más gruesa en la parte trasera, a la altura de los pilotos, haciendo de nexo entre ellos. Además, la característica moldura del montante trasero del Renault 8 Major cambiaba de forma, pasando a ser recta. Cambio que heredó el Renault 8 a partir de 1965.
El interior también fue rediseñado. Añadieron nuevos embellecedores, un tablero de instrumentos recubierto de madera noble de imitación y unos nuevos asientos más cómodos y con nueva tapicería que pretendían darle un aire de vehículo de categoría superior.

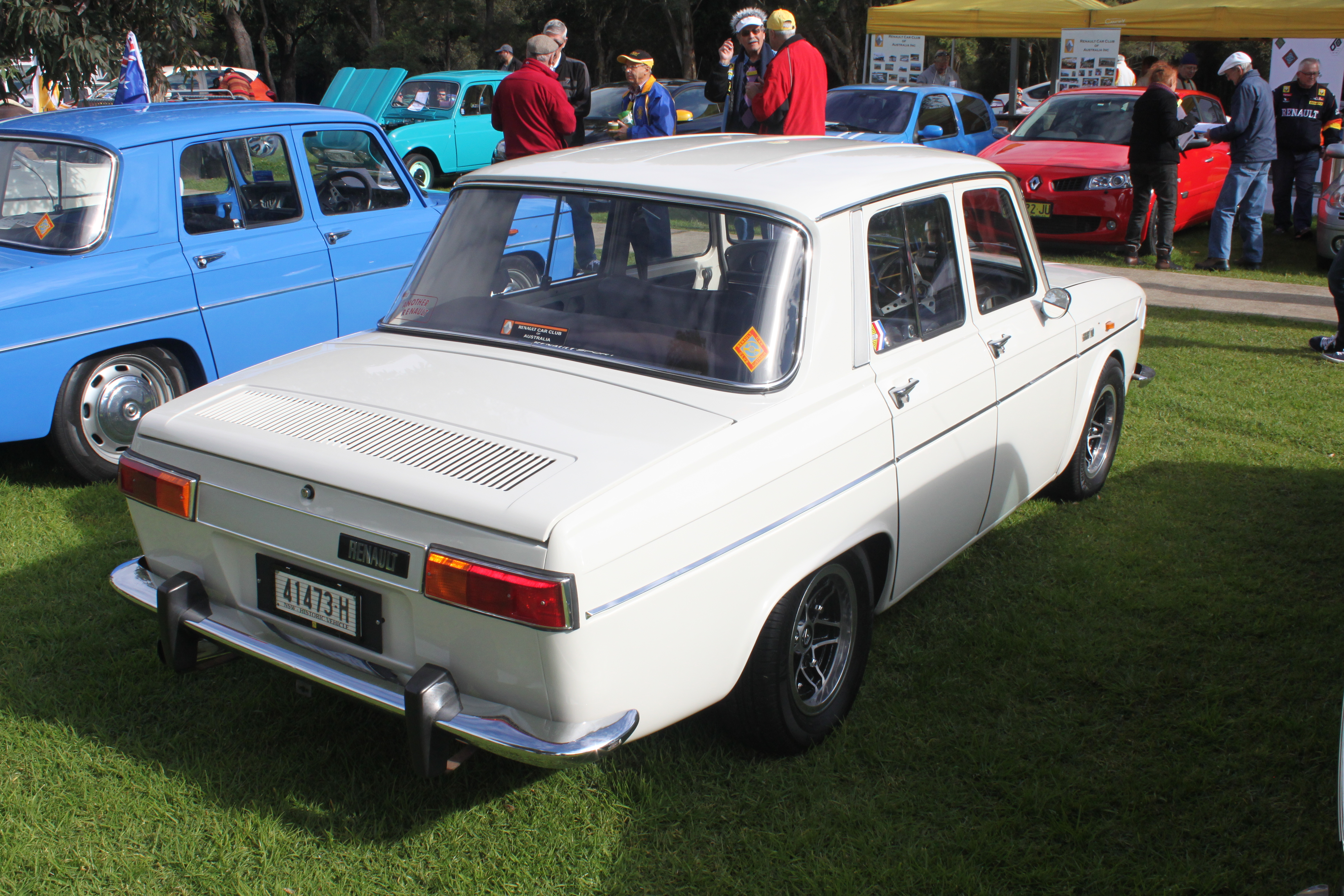
Parte trasera de la primera fase.

### El Renault 10 en España
FASA, la que ya era filial en España de Renault, anunció en octubre de 1966 la salida al mercado español del Renault 10 mediante un presuntuoso eslogan publicitario que lo calificaba de ”Compacto de lujo”.
La mayor diferencia respecto al modelo francés consistía en el montaje de frenos de tambor en las ruedas traseras en lugar de los frenos de disco originales. Esta solución había sido la misma tomada por FASA al comenzar a fabricar el Renault 8 un año antes.
Tuvo un primer año de buenas ventas pero estas cayeron sin volver a acercarse a los niveles de las del Renault 8 y es muy recordado en España por el importante parque de unidades con el que contó la Guardia Civil de Tráfico.

### El Renault 10 en Estados Unidos
El modelo de la primera fase para Estados Unidos, aunque era básicamente igual al europeo, tenía ciertas diferencias estéticas. 
Los intermitentes triangulares de la parte delantera eran completamente de color blanco, se añadieron otros situados debajo de los faros y unas barras en los parachoques delantero y trasero. En la parte trasera los pilotos fueron situados unos centímetros más abajo. De manera que la moldura que los unía era más larga y quedaba por encima.

## Segunda fase

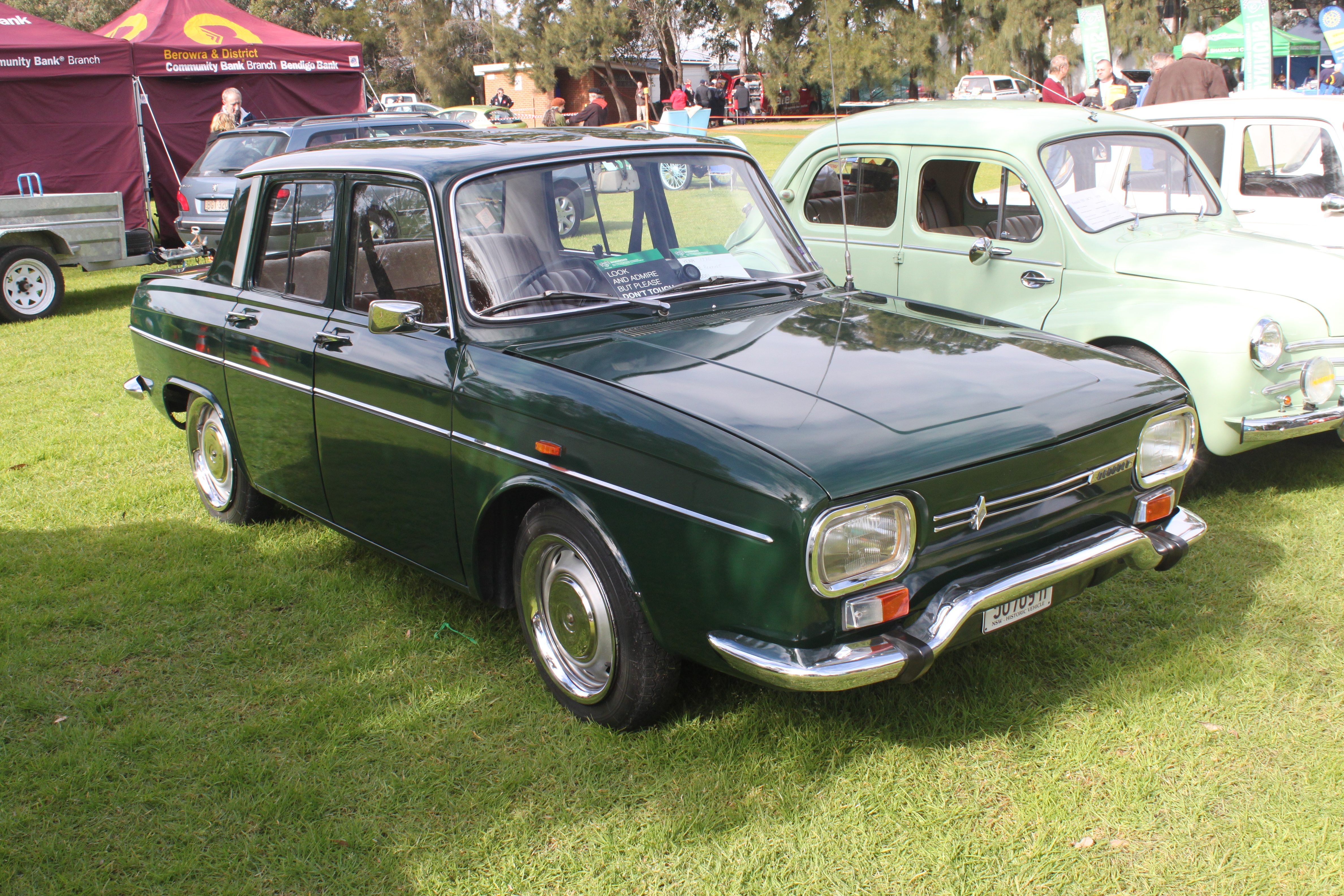
Renault 10 – Segunda fase.

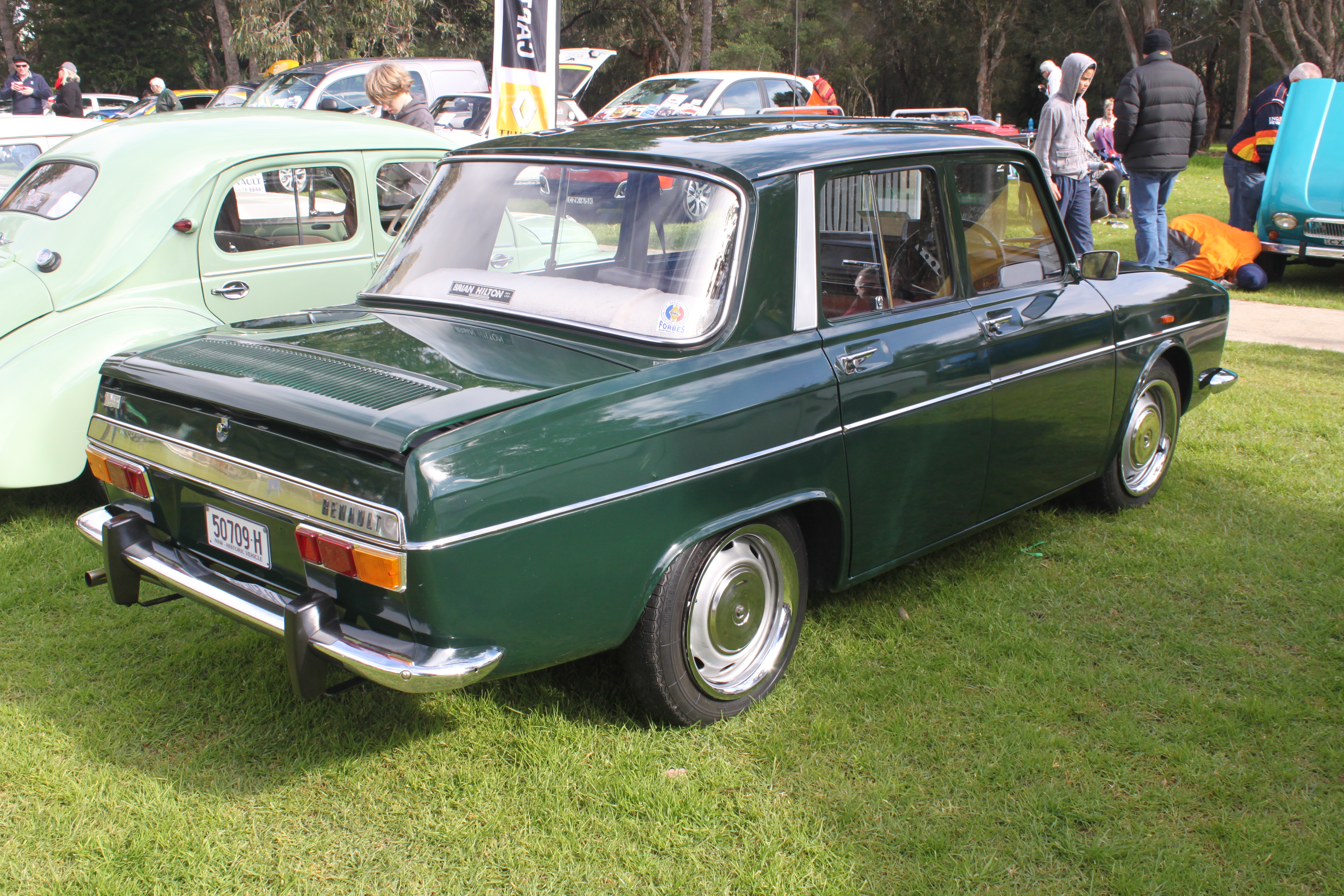
Parte trasera del modelo americano y de la segunda fase.

En 1968, el modelo francés pierde la denominación Major y recibe un restyling estético. Principalmente en su partes delantera y trasera. Cambios que no se efectuaron en el modelo fabricado en España, que siguió fabricándose en su primera fase ajeno a las modificaciones efectuadas en Francia.
Los faros redondos fueron sustituidos por unos rectangulares similares a los del Renault 16 y los intermitentes triangulares también fueron sustituidos por unos rectangulares ubicándolos debajo de los faros. La parte trasera se modificó adoptando el aspecto del modelo norteamericano, es decir, los pilotos rebajados y la moldura que los unía por encima.
En 1969 pasó a estar equipado con un motor de 1289 c.c., cambiando el nombre comercial por Renault 10 1300 (denominación interna: R-1192).

## Final del Renault 10
Aunque el Renault 10 era globalmente un vehículo superior al Renault 8, no tuvo tanto éxito como este y dejó de fabricarse en 1970 en España y al año siguiente en Francia.
Su relativo poco éxito pudo deberse a lo obsoleto de la fórmula “todo atrás” y a la competencia de modelos que ofrecían mayor cilindrada, motor delantero, tracción trasera y mayor amplitud a un precio muy similar. Además, la Régie volvió a sacar al mercado el Renault 8 Major, que ofrecía prácticamente las mismas prestaciones pero a un precio menor.
Con todo esto, el Renault 10 más bien desempeñó un papel de coche de transición hasta el lanzamiento en 1969 del Renault 12.

## El MARS II. Un Renault 10 eléctrico
Robert Aronson, presidente de la empresa Electric Fuel Propulsion Inc., y Donald Swanson, propietario de un concesionario Renault en Ferndale, Míchigan, pusieron en marcha un proyecto para transformar un Renault 10 en un coche totalmente eléctrico al que denominaron Mars II (el Mars I fue una modificación del Renault Dauphine). Su fabricación duró de 1967 a 1968 y se produjeron 45 coches. 
El primer Mars II se vendió a la compañía eléctrica Wisconsin Power & Light (WPL) el 14 de septiembre de 1967. General Motors también hizo un pedido para someterlo a unas pruebas que duraron más de seis meses llevadas a cabo por la compañía Cornell Aeronautical Laboratory.
El coche incorporaba, además de un sistema de frenado regenerativo, unas baterías de plomo-cobalto en el habitáculo del motor y en el maletero que le proporcionaba 15 caballos de potencia a un motor de corriente continua, con el que podía acelerar de 0 a 64 km/h en diez segundos y conseguir una velocidad máxima de 95 km/h, pudiendo recorrer de 110 a 190 kilómetros antes de recargarlas. 
Aronson afirmaba que las baterías de sus coches se podían recargar 800 veces, lo que equivaldría a una conducción de entre 90.000 y 145.000 kilómetros. Las baterías se podían recargar un 80% del total en 30-45 minutos, consiguiendo el 100% en 90.
Con el Mars II, emprendieron un viaje de cinco días recorriendo el país desde Detroit (Míchigan) hasta Phoenix (Arizona), donde los habitantes lo recibieron con una gran ovación. Con esta hazaña querían demostrar la fiabilidad de los coches eléctricos y estimular el interés del público en este tipo de vehículos. Algo que ya probaron con el MARS I.

## Ficha técnica (Modelo fabricado en España)
| Motor                     | Motor |
| ------------------------- | --- |
| Tipo:                     | Trasero longitudinal de 4 cilindros en línea. |
| Alimentación:             | Un carburador monocuerpo Solex 32 PDIS. |
| Identificación del motor: | 688-02 |
| Cilindrada:               | 1.108 cc |
| Diámetro x carrera:       | 70.0 mm × 72.0 mm |
| Refrigeración:            | Líquida |
| Potencia:                 | 46 CV (34 kW) a 4.600 rpm |
| Par motor:                | 84 Nm @ 3000 |
| Bastidor                  | |
| Carrocería:               | Sedán de 4 puertas monocasco autoportante de acero. |
| Dirección:                | Cremallera y piñón con muelle de recuperación. |
| Suspensión delantera:     | Independiente, con paralelogramo articulado por brazos triangulares, muelles helicoidales, amortiguadores hidráulicos telescópicos con barra estabilizadora. |
| Suspensión trasera:       | Independientes, con semiejes oscilantes y muelles helicoidales, amortiguadores hidráulicos telescópicos y brazos de reacción diagonales.                     |
| Medidas                   | |
| Longitud:                 | 4.197 mm |
| Anchura:                  | 1.526 mm |
| Altura:                   | 1.410 mm |
| Vía delantera:            | 1.256 mm |
| Vía trasera:              | 1.226 mm |
| Batalla:                  | 2.270 mm |
| Peso:                     | 775 kg |
| Prestaciones              | |
| Velocidad máxima:         | 135 km/h |